# Dwór w Mieszkowie
Dwór w Mieszkowie – zabytkowy dwór wybudowany w miejscowości Mieszków.
W skład zespołu dworskiego z końca XVIII-XX w. oprócz dworu wchodzi obora.